# متنزه روبرت فيل الحكومي

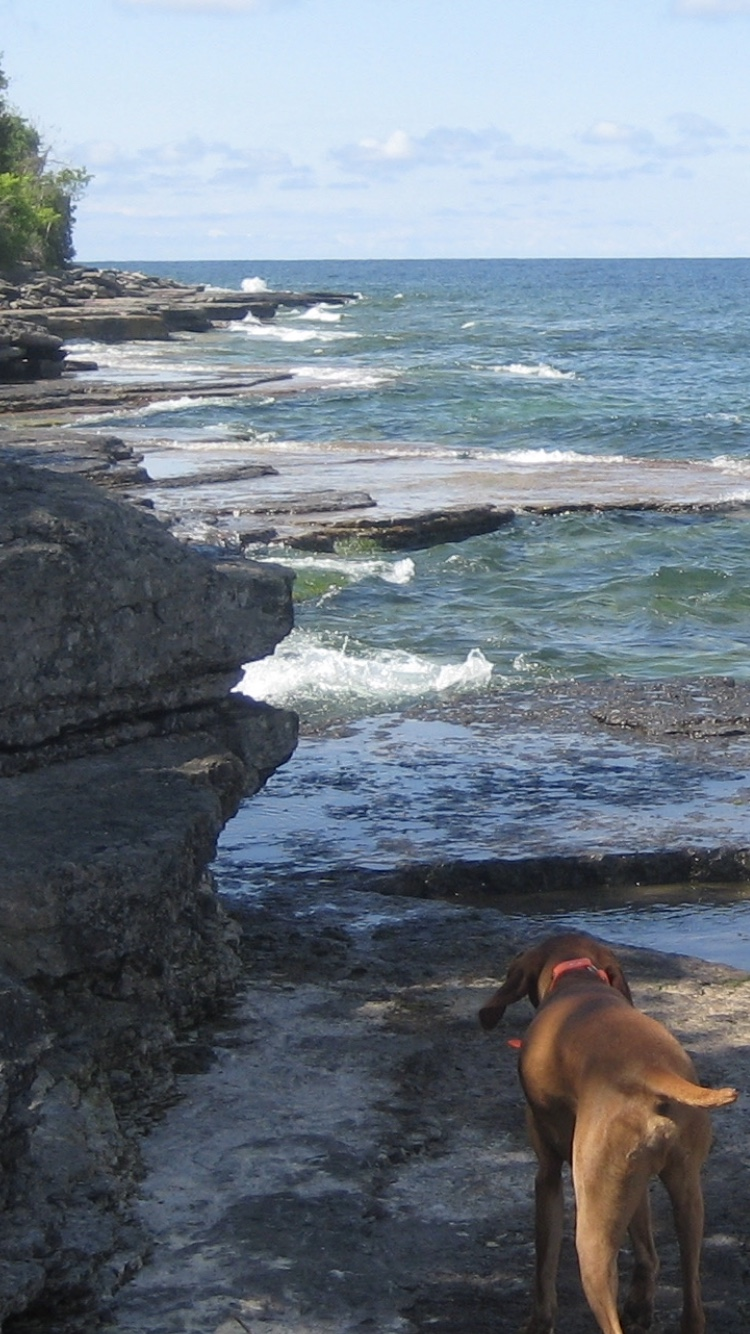
الخط الساحلي من الحجر الجيري

متنزه روبرت فيل الحكومي، تبلغ مساحته 1,067 أكر (4.32 كـم2) متنزه حكومي على الشاطئ الشرقي لبحيرة أونتاريو في بلدة هندرسون في مقاطعة جيفرسون، نيويورك، الولايات المتحدة.

## تاريخ
بين عامي 1895 و 1947، تم استخدام الممتلكات من قبل القوات المسلحة الأمريكية كأرض تدريب، وكانت تُعرف باسم مدى البندقية ذات النقاط الحجرية. تم استخدام مجموعة البنادق من قبل ماديسون باراكس وفورت أونتاريو ومخيم باين، المعروف الآن باسم فورت درام. تم استخدام الموقع أيضًا لتدريب المدفعية، والتدريب على الطائرات، واستخدامه مؤقتًا كمجال هبوط. لا تزال بقايا التاريخ العسكري للموقع مرئية في الحديقة اليوم.
تم شراء العقار في عام 1947 من قبل تاجر السيارات في روتشستر توماس ناجل ومالك شركة جنيسي بروينغ شركة لويس أ. فيل لاستخدامه كمزرعة للماشية في هيرفورد.  حصل ابن لويس ويل، روبرت جي وييل، على العقار في عام 1968. كان روبرت جي ويهل ناشطًا شغوفًا بالحفاظ على البيئة ونحاتًا ومربيًا للمؤشرات الإنجليزية، ومؤسس. إلهيو كينيلز.استخدم فيل العقار كمنزل صيفي وتربية تربية الكلاب. يمكن العثور على العديد من منحوتات مؤشر فيل في الحديقة، وكذلك بيوت الكلاب، ومقبرة الكلاب. قبل وفاته في عام 2002، قام بترتيب بيع العقار إلى مكتب ولاية نيويورك للمتنزهات والترفيه والمحافظة التاريخية، الذي اشترى الحدائق مقابل 2.8 مليون دولار. تم افتتاح الحديقة للجمهور في عام 2004.

## مرافق المتنزه
يتميز المتنزه بمسارات متعددة الاستخدامات للمشي لمسافات طويلة وركوب الدراجات في الجبال والتزلج الريفي على الثلج والمشي بالأحذية الثلجية. يسمح صيد الأسماك في المتنزه. تتوفر مرافق التنس والكرة الطائرة. الصيد مسموح به في مناطق محدودة من المتنزه. ما يقرب من 17,000 قدم (5,200 م) من ساحل بحيرة أونتاريو، ويواجه بعضها منحدرات من الحجر الجيري يصل ارتفاعها إلى 80 قدم (24 م) عالية، يمكن الوصول إليها داخل المتنزه. يحتوي المتنزه على مساحة للتنزه مع عشرة طاولات نزهة. يقع المرفق على بعد كيلومترين من منطقة وقوف السيارات ولا يمكن الوصول إليه بالسيارة. بالإضافة إلى طاولات النزهات، هناك شواية خارجية في الموقع، بالإضافة إلى مرحاض سماد، والوصول إلى الشاطئ.
تتوفر العديد من المباني، بما في ذلك المنزل الصيفي السابق واستوديو فيل، كاإيجارات قصيرة الأجل.

## الممرات
هناك مجموعه ثلاثة عشر مسارًا في المتنزه وجميعها تمت تسميتها باسم مؤشرات ويهلز إيلهو كينيلز. أطول مسار، درب سناكيفوت هو 4.9 ميلاً، وأقصر مسار، يوبيل مَمَرّ، هو 12 ميلاً. الممرات سهلة مع زيادة قليلة أو معدومة في الارتفاع، كما أنها تتميز بعلامات جيدة نسبيًا. علامات الممر مرمزة بالألوان وموضحة بمؤشر واسم الممر. يُسمح للكلاب باستخدام المقود في جميع أنحاء المتنزه وعلى المسارات.

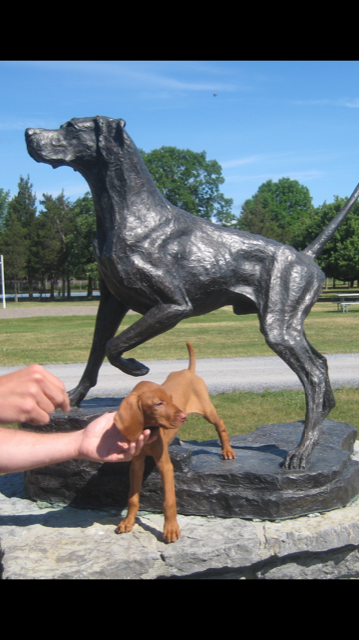
نحت روبرت فيل المؤشر

الممرات هي:
بوبولينك تريل الأزرق-0.64 ميل
درب الغجر الراقص - أخضر - 1.87 ميل
هكلبيري تريل - أرجواني-0.64 ميل
طريق اليوبيل-الوردي -12 ميل
درب الغابة - بني - 0.6 ميل
مسار كيوي - وردي غامق - .42 ميل
تريل كنيكربوكر - أسود - .51 ميلاً
ممر الرماة - الأحمر - 1.4 ميل
ميدج تريل - أخضر غامق - 0.98 ميل
درب ضبابي - أبيض - .32 ميلاً
مسار قدم الثعبان - أصفر - 4.9 ميل
توت تريل - ضوء أخضر - .32 ميلا
زيوس تريل - أزرق فاتح - 0.51 ميلاً 

## جيولوجيا
يتكون الأساس الصخري للمتنزه بشكل أساسي من صخور الفترة الأوردوفيشية، بالإضافة إلى لورين وترينتون ومجموعة بلاك ريفر، والتي يمكن رؤيتها في ساحل الدولوميت والحجر الجيري. تشمل الصخور الأخرى في المتنزه الأحجار الغرينية والحجارة الرملية والصخر الزيتي. تقدم المناطق الموجودة على مسار قدم الثعبان مثالًا جيدًا على أرفف الحجر الجيري على الخط الساحلي للمتنزه، فضلاً عن منحدرات الحجر الجيري.

## النباتية

### الأنواع الغازية
يحتوي المتنزه على انتشار واسع النطاق لنبتة السنونو الباهته (شينانشوم روزي) التي تحافظ عليها بنشاط عن طريق القص للحد من انتشارها. نبتة السنونو الباهتة، من عائلة الصقلاب، تعتبر عدوانية تتنافس مع النباتات المحلية وتغير البيئة التي تؤثر عليها. يتم تشجيع المستخدمين على فحص أحذيتهم وملابسهم وحيواناتهم الأليفة بحثًا عن البذور للمساعدة في منع انتشار نبتة السنونو الشاحبة.

## مراجع

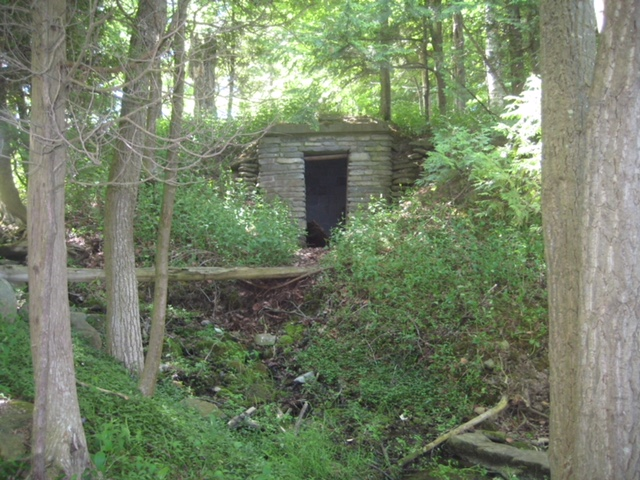
محطة مراقبة تاريخية على مسار Snakefoot ، Wehle State Park

## روابط خارجية
- متنزهات ولاية نيويورك - متنزه روبرت جي ويهلي الحكومي
- روبرت ج.ويهل ستيت بارك تريل الخريطة